# Ramon de Paula
Ramon Perez de Paula (Guaratinguetá, Brasil, 1952) é um engenheiro e cientista espacial brasileiro radicado nos Estados Unidos da América.

## Biografia
De Paula foi com a família para os Estados Unidos aos 17 anos, pois seu pai, que era militar de carreira, foi realizar um trabalho na Comissão Aeronáutica Brasileira em Washington, D.C.
Em 1985 ingressou no JPL (Laboratório de Propulsão a Jato), em Pasadena na Califórnia, um laboratório de pesquisas de foguetes associado da NASA e ligado a diversas missões espaciais. No ano de 1989 ingressou na NASA para desenvolver trabalhos na divisão de tecnologia na área de telecomunicações e fotônica, que pertence ao quartel-general. Em 1999 após mudanças no programa espacial relacionada ao estudo de Marte, devido a perda da sonda Mars Polar Lander, Ramon de Paula foi transferido para este programa junto com nove outros cientistas. Desde 2000 trabalha na equipe do programa de exploração e pesquisa de Marte.
Em 2008 a missão Phoenix, chefiada por ele e administrada pelo JPL (Laboratório de Propulsão a Jato), fez uma pouso em Marte depois de 679 milhões de quilômetros e nove meses de viagem, uma operação deste tipo foi executada a última vez pela Viking na década de 1970. Em 31 de julho a missão Phoenix comprovou a existência de água congelada em Marte.
Ramon de Paula atualmente chefia as missões espaciais Phoenix e MRO (Mars Reconnaissance Orbiter).
Em outubro de 2020, de Paula foi condecorado com a Ordem do Rio Branco, no grau de Comendador.

## Formação
- Engenharia Elétrica
- Mestrado e Doutorado em Engenharia Nuclear